# NGC 4815
NGC 4815 هي مجرة تتبع كوكبة الذبابة. اكتشفها جون هيرشل في 13 مارس 1834.

## روابط خارجية
- NGC 4815 على موقع ويكي سكاي: DSS2, SDSS, GALEX, IRAS, Hydrogen α, X-Ray, Astrophoto, Sky Map, Articles and images